# Проклятие Текумсе
Проклятие Текумсе (англ. Tecumseh’s curse), известно также как проклятие президентов США, президентское проклятие — легенда о проклятии, некогда произнесённом умирающим индейским вождём племени шауни Текумсе за нарушение белыми договора. Проклятие заключается в том, что каждый американский президент, избранный в год, без остатка делящийся на 20, умрёт или будет убит до окончания срока президентских полномочий.

## Смерти президентов
Начиная с первого колена — Уильяма Генри Гаррисона (назначен губернатором в 1800 году, отобрал у индейцев около 12 000 км² земель по договору в Форт-Уэйне в 1809 году, нанёс решающее поражение индейцам при Типпекану в 1811 году, избран президентом в 1840 году, умер в 1841 году, через месяц после инаугурации) — все, кроме последних трёх, президенты США, избранные или переизбранные в год, нацело делящийся на 20, умирали в должности (своей смертью или от пули убийцы). Легенда связывает эту закономерность с Текумсе.
Второе колено — Авраам Линкольн, избран в 1860 году, переизбран в 1864 году, убит в 1865 году;
Третье колено — Джеймс Гарфилд, избран в 1880 году, убит в 1881 году;
Четвёртое колено — Уильям Мак-Кинли, переизбран в 1900 году, убит в 1901 году;
Пятое колено — Уоррен Гардинг, избран в 1920 году, умер в 1923 году;
Шестое колено — Франклин Рузвельт, избран в 1932 году, переизбран в 1936, 1940 и 1944 годах, умер в 1945 году;
Седьмое колено — Джон Кеннеди, избран в 1960 году, убит в 1963 году.
(Проклятие Текумсе, по некоторым источникам, действует до седьмого колена. По преданию седьмого колена, это убийство было последним, и в следующих случаях его ослабевшей силы не хватало для убийства).
Первым закономерность нарушил Рональд Рейган (восьмое колено), избранный в 1980 году, выживший после покушения в 1981 году и благополучно покинувший должность в 1989 году, причём рана Рейгана (задетое лёгкое) в середине XIX века являлась бы смертельной.
Следующим президентом США, выпадающим из закономерности, стал Джордж Буш-младший (девятое колено), избранный в 2000 году. Будучи переизбранным в 2004 году, Буш во второй свой срок в 2005 году пережил в Грузии покушение (в него бросили гранату), не увенчавшееся успехом.
Смерть Буша-младшего заранее была изображена в художественном фильме «Смерть Президента». Также уже после завершения президентства Буша, 11 февраля 2009 года, телеканал ITV (ЮАР) ошибочно сообщил (бегущей строкой) о его смерти.
Дональд Трамп, проигравший выборы в 2020 году, утверждал, что является легитимно избранным президентом, и пережил покушение во время предвыборной кампании в 2024 году.
Джо Байден, выигравший выборы в 2020 году, успешно пережил свой единственный президентский срок.
Единственным умершим в должности президентом США, который не был избран в «проклятый» год, является Закари Тейлор.

## Список
| Избран | Имя               | Срок      | Причина смерти                                                                                              | Дата смерти      |
| ------ | ----------------- | --------- | --- | ---------------- |
| 1840   | Уильям Гаррисон   | первый    | умер от воспаления лёгких, пробыв президентом лишь месяц                                                    | 4 апреля 1841    |
| 1860   | Авраам Линкольн   | второй    | убит (пулевое ранение головы), когда уже был переизбран на второй срок в 1864 году                          | 15 апреля 1865   |
| 1880   | Джеймс Гарфилд    | первый    | убит (пулевое ранение + халатность врачей, умер через три месяца после покушения)                           | 19 сентября 1881 |
| 1900   | Уильям Мак-Кинли  | второй    | убит (пулевое ранение + гангрена, умер через неделю после покушения)                                        | 14 сентября 1901 |
| 1920   | Уоррен Гардинг    | первый    | умер от сердечного приступа или инсульта (неясно)                                                           | 2 августа 1923   |
| 1940   | Франклин Рузвельт | четвёртый | умер от кровоизлияния в мозг на четвёртом сроке президентства                                               | 12 апреля 1945   |
| 1960   | Джон Кеннеди      | первый    | убит (пулевое ранение головы)                                                                               | 22 ноября 1963   |
| 1980   | Рональд Рейган    | первый    | было неудачное покушение в 1981 г. Умер через пятнадцать лет после ухода с должности от болезни Альцгеймера | 5 июня 2004      |
| 2000   | Джордж Уокер Буш  | второй    | в первый срок его жизни ничего не угрожало. На втором сроке в 2005 г. было неудачное покушение в Тбилиси    | жив              |
| 2020   | Джо Байден        | первый    | пережил свой единственный президентский срок                                                                | жив              |